# آقایانی
آقایانی (به لاتین: Aghaiani) یک منطقهٔ مسکونی در گرجستان است که در شهرداری کاسپی واقع شده‌است. آقایانی ۱٬۵۰۵ نفر جمعیت دارد و ۵۴۰ متر بالاتر از سطح دریا واقع شده‌است.